# Wüstfeld
Wüstfeld ist ein Ortsteil der Gemeinde Schenklengsfeld im osthessischen Landkreis Hersfeld-Rotenburg. Der Ort liegt westlich des Hauptortes Schenklengsfeld.

## Geschichte

### Ortsgeschichte
Die älteste bekannte schriftliche Erwähnung von Wüstfeld erfolgte unter dem Namen Wustinfelde und wird in die Zeit 1367–1388 datiert. Weitere Erwähnungen erfolgten unter den Ortsnamen (in Klammern das Jahr der Erwähnung): Wustvelt (1585) und Wessfeld (1736). Im Norden der Gemarkung des Orts befindet sich die Dorfwüstung Heckenhausen.
Die Kirche wurde 1815 erbaut. Später wurde sie jedoch abgerissen bzw. zerstört und heute stehen an ihrer Stelle das Dorfgemeinschaftshaus und der Glockenturm, der mit einer Gedenktafel an die Opfer des Ersten und Zweiten Weltkriegs erinnert. 
In neuerer Zeit wurden pädagogisch-therapeutische Wohngruppen im Ort eingerichtet (Altes Sägewerk).
Zum 1. August 1972 wurde die bis dahin selbständige Gemeinde Wüstfeld im Zuge der Gebietsreform in Hessen kraft Landesgesetz in die Gemeinde Schenklengsfeld eingemeindet. Für Wüstfeld wurde, wie für alle bei der Gebietsreform eingegliederten Gemeinden sowie für die Kerngemeinde mit Lampertsfeld, ein Ortsbezirk mit Ortsbeirat und Ortsvorsteher nach der Hessischen Gemeindeordnung gebildet.

### Verwaltungsgeschichte im Überblick
Die folgende Liste zeigt die Staaten und Verwaltungseinheiten, denen Wüstfeld angehört(e):
- vor 1648: Heiliges Römisches Reich, Fürstentum Hersfeld, Amt Landeck
- 1648–1806: Heiliges Römisches Reich, Landgrafschaft Hessen-Kassel, Fürstentum Hersfeld, Amt Landeck
- 1807–1813: Königreich Westphalen, Departement der Werra, Distrikt Hersfeld, Kanton Landeck
- ab 1815: Kurfürstentum Hessen, Fürstentum Hersfeld, Amt Landeck[7]
- ab 1821/22: Kurfürstentum Hessen, Provinz Fulda, Kreis Hersfeld[8][Anm. 2]
- ab 1848: Kurfürstentum Hessen, Bezirk Hersfeld
- ab 1851: Kurfürstentum Hessen, Provinz Fulda, Kreis Hersfeld
- ab 1867: Königreich Preußen, Provinz Hessen-Nassau, Regierungsbezirk Kassel, Kreis Hersfeld
- ab 1871: Deutsches Reich, Königreich Preußen, Provinz Hessen-Nassau, Regierungsbezirk Kassel, Kreis Hersfeld
- ab 1918: Deutsches Reich, Freistaat Preußen, Provinz Hessen-Nassau, Regierungsbezirk Kassel, Kreis Hersfeld
- ab 1944: Deutsches Reich, Freistaat Preußen, Provinz Kurhessen, Landkreis Hersfeld
- ab 1945: Amerikanische Besatzungszone, Groß-Hessen, Regierungsbezirk Kassel, Landkreis Hersfeld
- ab 1946: Amerikanische Besatzungszone, Land Hessen, Regierungsbezirk Kassel, Landkreis Hersfeld
- ab 1949: Bundesrepublik Deutschland, Land Hessen, Regierungsbezirk Kassel, Landkreis Hersfeld
- ab 1972: Bundesrepublik Deutschland, Land Hessen, Regierungsbezirk Kassel, Landkreis Hersfeld-Rotenburg, Gemeinde Schenklengsfeld[Anm. 3]

## Bevölkerung

### Einwohnerstruktur 2011
Nach den Erhebungen des Zensus 2011 lebten am Stichtag, dem 9. Mai 2011, in Wüstfeld 276 Einwohner. Darunter waren 6 (2,2 %) Ausländer.
Nach dem Lebensalter waren 42 Einwohner unter 18 Jahren, 117 zwischen 18 und 49, 63 zwischen 50 und 64 und 54 Einwohner waren älter. Die Einwohner lebten in 117 Haushalten. Davon waren 30 Singlehaushalte, 30 Paare ohne Kinder und 42 Paare mit Kindern, sowie 12 Alleinerziehende und 3 Wohngemeinschaften. In 18 Haushalten lebten ausschließlich Senioren und in 78 Haushaltungen lebten keine Senioren.

### Einwohnerentwicklung
| • 1585: | 9 Haushaltungen  |
| • 1747: | 16 Haushaltungen |

| Wüstfeld: Einwohnerzahlen von 1834 bis 2019 | Wüstfeld: Einwohnerzahlen von 1834 bis 2019 | Wüstfeld: Einwohnerzahlen von 1834 bis 2019 | Wüstfeld: Einwohnerzahlen von 1834 bis 2019 | Wüstfeld: Einwohnerzahlen von 1834 bis 2019 |
| --- | ------------------------------------------- | ------------------------------------------- | ------------------------------------------- | ------------------------------------------- |
| Jahr |                                             |                                             |                                             | Einwohner                                   |
| 1834 | 1834                                        |                                             | 181                                         | 181                                         |
| 1840 | 1840                                        |                                             | 232                                         | 232                                         |
| 1846 | 1846                                        |                                             | 250                                         | 250                                         |
| 1852 | 1852                                        |                                             | 211                                         | 211                                         |
| 1858 | 1858                                        |                                             | 238                                         | 238                                         |
| 1864 | 1864                                        |                                             | 273                                         | 273                                         |
| 1871 | 1871                                        |                                             | 242                                         | 242                                         |
| 1875 | 1875                                        |                                             | 235                                         | 235                                         |
| 1885 | 1885                                        |                                             | 232                                         | 232                                         |
| 1895 | 1895                                        |                                             | 259                                         | 259                                         |
| 1905 | 1905                                        |                                             | 230                                         | 230                                         |
| 1910 | 1910                                        |                                             | 229                                         | 229                                         |
| 1925 | 1925                                        |                                             | 252                                         | 252                                         |
| 1939 | 1939                                        |                                             | 246                                         | 246                                         |
| 1946 | 1946                                        |                                             | 309                                         | 309                                         |
| 1950 | 1950                                        |                                             | 325                                         | 325                                         |
| 1956 | 1956                                        |                                             | 304                                         | 304                                         |
| 1961 | 1961                                        |                                             | 307                                         | 307                                         |
| 1967 | 1967                                        |                                             | 274                                         | 274                                         |
| 1970 | 1970                                        |                                             | 279                                         | 279                                         |
| 1980 | 1980                                        |                                             | ?                                           | ?                                           |
| 1990 | 1990                                        |                                             | ?                                           | ?                                           |
| 2000 | 2000                                        |                                             | ?                                           | ?                                           |
| 2010 | 2010                                        |                                             | ?                                           | ?                                           |
| 2011 | 2011                                        |                                             | 276                                         | 276                                         |
| 2019 | 2019                                        |                                             | 257                                         | 257                                         |
| Datenquelle: Historisches Gemeindeverzeichnis für Hessen: Die Bevölkerung der Gemeinden 1834 bis 1967. Wiesbaden: Hessisches Statistisches Landesamt, 1968. Weitere Quellen: LAGIS; Gemeinde Schenklengsfeld; Zensus 2011 |                                             |                                             |                                             |                                             |

### Historische Religionszugehörigkeit
| • 1885: | 232 evangelische (= 100,00 %) Einwohner                            |
| • 1961: | 267 evangelische (= 86,97 %), 32 katholische (= 11,07 %) Einwohner |

## Politik
Für den Ortsteil Wüstfeld besteht ein Ortsbezirk (Gebiete der ehemaligen Gemeinde Wüstfeld) mit Ortsbeirat und Ortsvorsteher nach der Hessischen Gemeindeordnung. Der Ortsbeirat besteht aus fünf Mitgliedern. Bei den Kommunalwahlen in Hessen 2021 lag die Wahlbeteiligung zum Ortsbeirat bei 77,96 %. Alle Kandidaten gehören der „Gemeinschaftsliste“ an. Der Ortsbeirat wählte Julia Bock zur Ortsvorsteherin.

## Kultur und Sehenswürdigkeiten

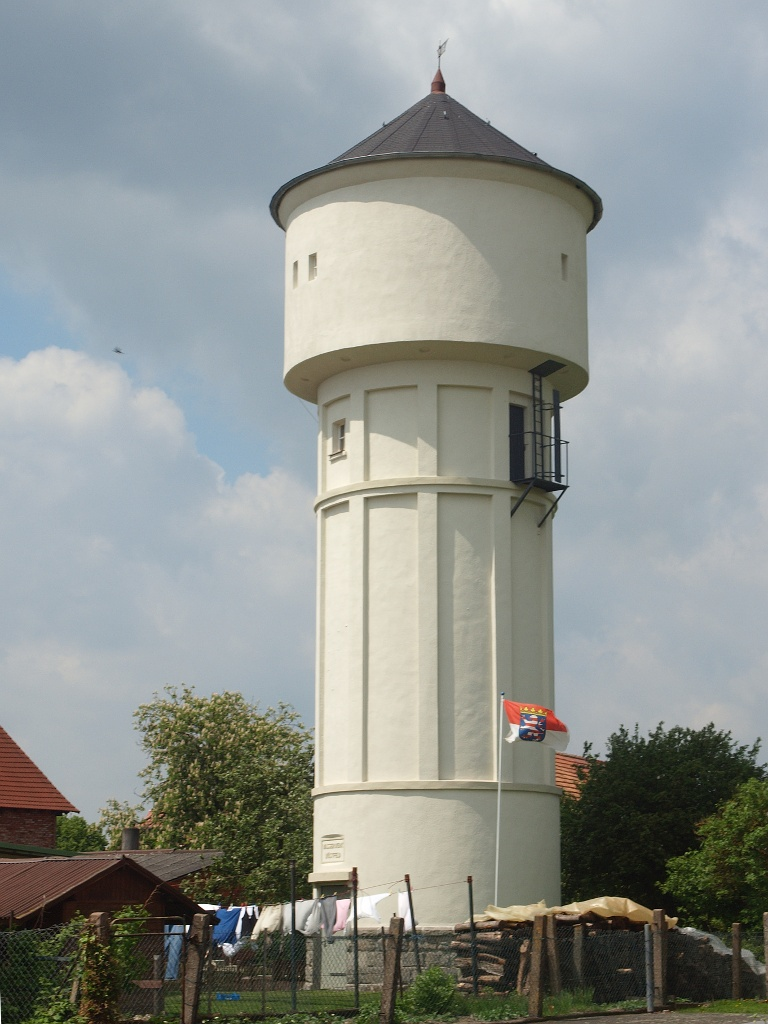
Der 22 Meter hohe Wasserturm im Dorf

### Bauwerke
Für die unter Denkmalschutz stehenden Kulturdenkmale des Ortes siehe die Liste der Kulturdenkmäler in Wüstfeld.
Zum Wahrzeichen von Wüstfeld wurde der 1932 erbaute Wasserturm. Er wurde von einer Quelle unter dem Bauwerk versorgt. Der Turm ist 22 Meter hoch und sein Wasserbecken hat einen Inhalt von 63 m³. Als der Ort 1983 an die Ringleitung von Schenklengsfeld angeschlossen wurde, wurde der Wasserturm stillgelegt. Zum 75-jährigen Bestehen im Jahr 2007 wurde der Turm durch maßgebliche Beteiligung einer Bürgerinitiative saniert.

### Vereine
In Wüstfeld sind derzeit drei Vereine aktiv. Hierzu zählen der GSV Wüstfeld, der jedes Jahr das Dorffest und das Hutzelfeuer organisiert; die Kirmesburschen Wüstfeld, die für die Organisation der Kirmes verantwortlich sind und die Freiwillige Feuerwehr.
Außerdem gibt es noch die „Singfrauen“, die bei runden Geburtstagen, der Kirmes, dem Dorffest und auch auf mancher Trauerfeier singen.

## Verkehr
Die Landesstraße 3341 verläuft durch den Ort.
Der öffentliche Personennahverkehr erfolgt durch die ÜWAG Bus GmbH mit der Linie 345.

## Persönlichkeiten
- Konrad Herbst (1880 bis 1950), in Wüstfeld geborener Politiker